# قرار مجلس الأمن التابع للأمم المتحدة رقم 1365
قرار مجلس الأمن التابع للأمم المتحدة رقم 1365، المتخذ بالإجماع في 31 تموز / يوليو 2001، بعد التذكير بالقرارات السابقة بشأن إسرائيل ولبنان، بما في ذلك القرارات 425 (1978) و426 (1978) و1310 (2000) و1337 (2001)، قرر المجلس تمديد ولاية قوة الأمم المتحدة المؤقتة في لبنان (يونيفيل) لستة أشهر أخرى حتى 31 يناير 2002.
وذكّر مجلس الأمن بما خلص إليه الأمين العام كوفي عنان من أن إسرائيل سحبت قواتها من لبنان اعتباراً من 16 حزيران / يونيو 2000 وفقاً للقرار 425. وشدد على الطبيعة المؤقتة لعملية اليونيفيل وأشار إلى أنها أكملت جزأين من ثلاثة أجزاء من ولايتها.
وطُلب من الأمين العام تنفيذ إعادة تشكيل وإعادة انتشار قوة الأمم المتحدة المؤقتة في لبنان. ودعيت الحكومة اللبنانية إلى خلق جو هادئ واستعادة سلطتها في جنوب لبنان من خلال نشر القوات اللبنانية. وحث الأطراف على ضمان حرية حركة اليونيفيل الكاملة. ودُعيت إسرائيل ولبنان إلى الوفاء بالتزاماتهما باحترام خط الانسحاب الذي حددته الأمم المتحدة، وأدانة جميع الانتهاكات الجوية والبحرية والبرية للخط.
ودعم القرار الجهود التي تبذلها اليونيفيل لرصد انتهاكات خط الانسحاب. وطُلب من الأمين العام مواصلة المشاورات مع الحكومة اللبنانية والدول المساهمة بقوات بشأن تنفيذ القرار الحالي. كما وجهه إلى الإبلاغ عن أنشطة اليونيفيل، بما في ذلك إعادة تشكيلها المحتملة إلى بعثة مراقبة، وعن المهام التي تقوم بها هيئة الأمم المتحدة لمراقبة الهدنة.
وأخيرا، اختتم القرار بالتأكيد على أهمية السلام العادل والدائم في الشرق الأوسط على أساس قرارات مجلس الأمن ذات الصلة بما في ذلك 242 (1967) و338 (1973).

## روابط خارجية
- نص القرار في undocs.org